# أليكس ويكس
أليكس ويكس (بالإنجليزية: Alex Weekes)‏ هو لاعب كرة قدم أمريكي في مركز الوسط، ولد في 20 مارس 1988 في سترودسبورغ في الولايات المتحدة. لعب مع بيتسبورغ ريفرهوندز.